# Nikkel-jern-akkumulator
Nikkel-jern-akkumulator (Edison-batteri, Edison-akkumulator, Edison-celle, Jungner-akkumulator, Ni-Fe-celle
) er et genopladeligt batteri, som har Nickel(III)-oxid-hydroxid katode og en jern anode, med en kaliumhydroxid-elektrolyt. Den nominelle celle spænding er 1,2V. Det er et meget robust batteri, som er tolerant over for hård anvendelse, (overopladning, overafladning, kortslutning
 
og termisk chock) og har typisk et meget langt liv selvom det bliver anvendt hårdt. Det bliver ofte anvendt til backup situationer, hvor der oplades på det hele tiden og det kan holde i 30 år. Dets ulemper er; lav energitæthed pt., høj selvafladning, dårlig ydelse ved lave temperaturer, lav energitæthed og dets høje fremstillingspris sammenlignet med bly-syre-akkumulatoren ledte til mindre udbredelse.
Nikkel-jern-akkumulator har længe været anvendt i europæisk minedrift, fordi de er robuste overfor vibrationer, høj temperatur og anden fysisk stress. Der bliver forsket i dem i 1980'erne til vindturbinesystemer, solcellesystemer og moderne elektriske biler.

 
Kun særlige solcelle laderegulatorer kan anvendes med Nikkel-jern-akkumulatorer.